# Sidney Langford Hinde

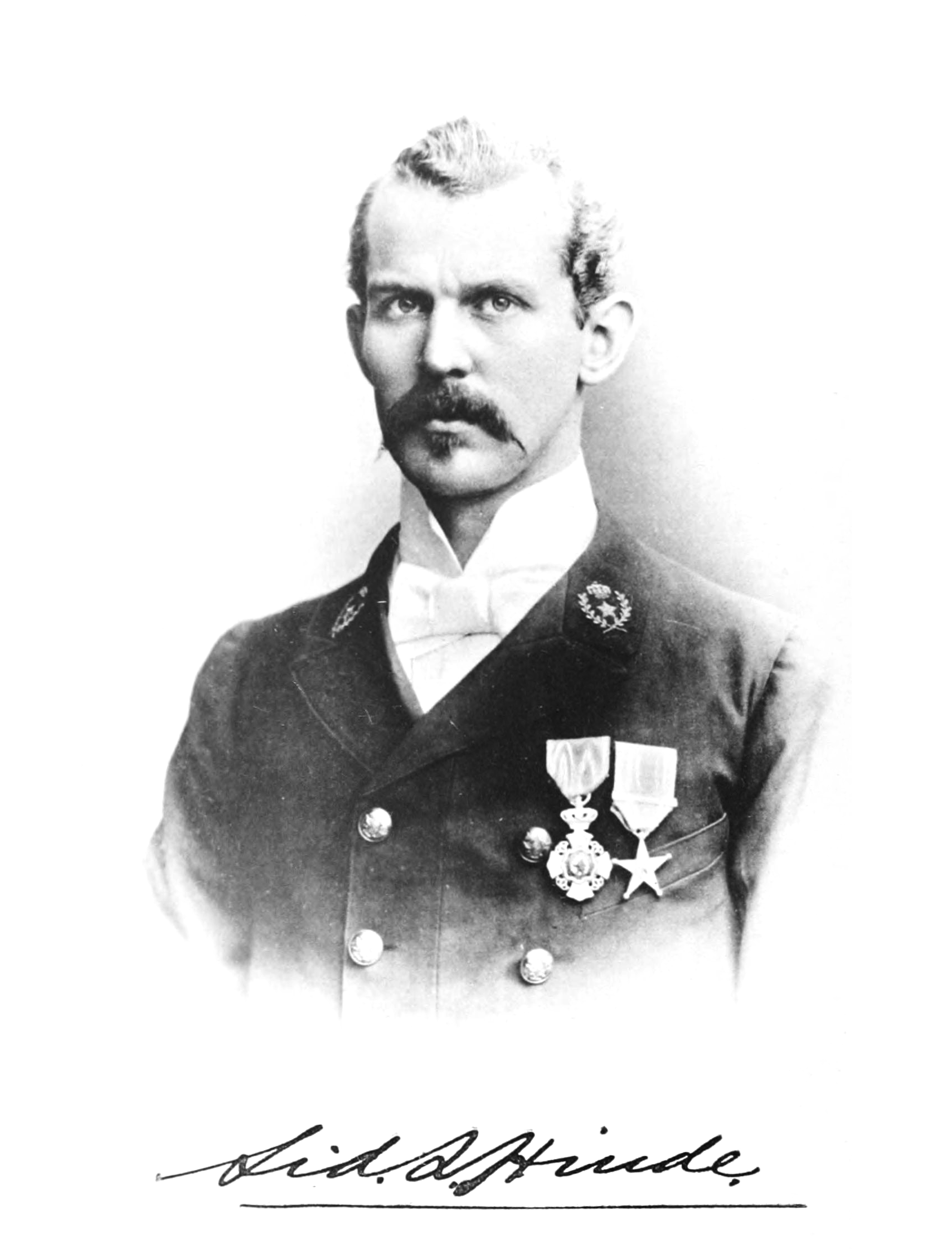
Sidney Langford Hinde, 1897

Sidney Langford Hinde (* 23. Juli 1863 in Niagara-on-the-Lake, Kanada; † 18. Oktober 1930 in Haverfordwest, Wales) war ein britischer Sanitätsoffizier und Kolonialverwalter in Ostafrika. Er war im Dienst des belgischen Königs Leopold II. am Belgisch-Arabischen Krieg (englisch: Congo-Arab War) beteiligt und Kolonialverwalter in Britisch-Ostafrika. Er lieh seinen Namen auch mehreren afrikanischen Säugetieren.

## Frühe Lebensjahre
Sidney Hinde wurde in Niagara-on-the-Lake, Ontario, geboren. Sein Vater war George Langford Hinde, Angehöriger des Army Medical Department und Veteran des Krimkrieges, der 1892 im Rang eines Surgeon-Major-General in den Ruhestand ging.
Hinde besuchte das Clare College in Cambridge und erhielt seine medizinische Ausbildung am St Bartholomew’s Hospital Medical College. Er praktizierte als Arzt in Krankenhäusern in Stafford, England und London, bevor er in den Dienst des Freistaats Kongo trat.

## Karriere

### Kongo
Er nahm am Belgisch-Arabischen Krieg, im englischen Sprachraum eher als Congo-Arab War bekannt, von 1892 bis 1894 im Rang eines Hauptmanns teil. Einen Teil dieser Zeit war er Stellvertreter von Francis Dhanis. Für seine Verdienste verlieh ihm König Leopold von Belgien das Ritterkreuz des Königlichen Löwenordens und die Étoile de service (Verdienstmedaille).
1894 war er an der Erkundung des Lualaba-Distrikts beteiligt. 1895 legte er der Royal Geographical Society einen Aufsatz über seine Erfahrungen im Kongo-Freistaat vor. Sein Buch über den Belgisch-Arabischen Krieg mit dem Titel The Fall of the Congo Arabs wurde 1897 von Methuen & Co. veröffentlicht 1897.[5] Eine zeitgenössische Rezension in der New York Times beschreibt es als „voller Interesse und bewegender Ereignisse“ und geschrieben mit „einer Natürlichkeit und Direktheit, die bewundernswert sind“.

### Kenia
1895 begann Hinde für das britische Außenministerium, dem Foreign, Commonwealth and Development Office, zu arbeiten. Er wurde im Britisch-Ostafrika zum Fort Machakos versetzt, wo er zum Kolonialverwalter und Resident des Massai-Oberhaupts ernannt wurde.
1897 heiratete Hinde Hildegarde Beatrice Ginsburg (1871–1959), eine Tochter des Bibelwissenschaftlers Christian David Ginsburg. Ihre Schwester hatte den englischen Geographen Halford Mackinder geheiratet. In seiner Eigenschaft als örtlicher Kolonialverwalter, damals in Nairobi stationiert, unterstützte Hinde Mackinders Expedition zur Besteigung des Mount Kenya im Jahr 1899.
Hildegarde und Sidney Hinde waren gemeinsame Autoren von The Last of the Massai, einem Buch, das 1901 von William Heinemann veröffentlicht wurde. Es enthält Feldnotizen, die einige ostafrikanische Tiere und Vögel beschreiben, sowie Fotos, darunter eines, das einen „von Frau S.L. Hinde geschossenen Löwen“ zeigt. Im Vorwort des Buches erklärte Sidney Hinde, dass sich das Wort „letzter“ im Titel auf „den letzten der schnell abnehmenden Gruppe reinen Blutes beziehe, dessen Tendenzen, Traditionen, Bräuche und Überzeugungen durch die Vermischung mit Bantu-Glauben und den Kontakt mit der Zivilisation unberührt bleiben“.
Hinde zog sich 1915 aus dem Kolonialamt zurück. Während des Ersten Weltkriegs diente er als Major im Royal Army Medical Corps. Er starb am 18. Oktober 1930 in Haverfordwest, Wales.

## Vermächtnis
Mackinder benannte das Hinde Valley am Mount Kenya nach Sidney Hinde. Die Hinde Falls am Athi River ist ebenfalls nach den Hindes benannt.
Hinde steuerte als Amateur-Naturforscher und Sammler einige afrikanische Artefakte (insbesondere Massai) und naturhistorische Ausstellungsstücke aus Ost- und Zentralafrika zu den Sammlungen des British Museums und des Natural History Museums bei. Er stand offensichtlich in engem Kontakt zu dem britischen Altertumsforscher Augustus Wollaston Franks und Charles Hercules Read, britischer Archäologe und Kurator am British Museum.
Der belgisch-britische Zoologe George Albert Boulenger benannte die Ostafrikanische Bergotter (Montatheris hindii) nach Sidney Hinde.
Auch der britische Zoologe Oldfield Thomas benannte drei Arten kleiner afrikanischer Säugetiere nach Hinde: Scotoecus hindei aus der Gattung der Zwergfledermäuse, Aethomys hindei aus der Gattung der Afrikanische Buschratten und die Kleine Hamsterratte, Beamys hindei.
Weiterhin wurde auch Turdoides hindei, eine in Kenia endemische Vogelart aus der Familie der Häherlinge, im Jahr 1900 von Richard Bowdler Sharpe nach Hinde benannt.

## Werke
Hinde war der (Mit-)Autor von zwei Büchern und schrieb einen Artikel für eine ornithologische Zeitschrift:
- The Fall of the Congo Arabs. Methuen & Co. London. 1897.
- On birds observed near Machako's Station, in British East Africa. In: The Ibis. Ausgabe 4. S. 576–587. 1898.
- gemeinsam mit Hildegarde Beatrice Hinde: The Last of the Masai. William Heinemann. London. 1901.